# 樋口景一
樋口 景一（ひぐち　けいいち、1970年5月20日 - ）は、日本のコミュニケーションデザイン・ディレクター、クリエイティブ・ディレクター。

## 人物
1970年福岡県生まれ。1994年東京大学卒業、同年、電通に入社。CDCエグゼクティブ・クリエーティブ・ディレクター／コミュニケーションプランニングセンター長。国内および海外において広告キャンペーンのディレクション、商品開発、コンテンツプロデュース、メディア企画開発を手掛ける。 2008年より武蔵野美術大学非常勤講師。2011年クリオ賞インタラクティブ部門審査員、同年カンヌ国際広告祭メディア部門審査員、2013年NYフェスティバル審査員。著書に『発想の技術』『社会人思春期の歩き方』『仕事という名の冒険　世界の異能異才に会いに行く』『公園対談クリエイティブな仕事はどこにある?』。

## 主な仕事（広告キャンペーン・作品）
- ユニクロ　「Tokyo Fashion Map」
- Google/YouTube　「東日本営業中」
- JR九州　「祝!九州」
- NHK　「知らないって、ワクワク」

他多数

## 主な受賞
- カンヌ国際広告祭金賞
- ロンドン国際広告賞金賞
- アドフェスト銀賞
- スパイクスアジア銀賞
- One Show銅賞
- 第2回日本オープンイノベーション大賞スポーツ庁長官賞

他多数

## 著書
- 『発想の技術 アイデアを生むにはルールがある』（電通選書、2013年）
- 『社会人思春期の歩き方』（廣済堂出版）
- 『仕事という名の冒険　世界の異能異才に会いに行く』
- 『公園対談クリエイティブな仕事はどこにある?』（廣済堂出版）